# مارگیت سیتی (نیوجرسی)
مارگیت سیتی (به انگلیسی: Margate City) شهری در ایالت نیوجرسی کشور ایالات متحده آمریکا است که جمعیت آن در سرشماری سال ۲۰۱۰ میلادی، ۶٬۳۵۴ نفر بوده‌است.